# 예산 대흥동헌 및 아문
예산 대흥동헌 및 아문(禮山 大興東軒 및 衙門)은 대한민국 충청남도 예산군에 있는 조선시대의 관아 건물이다. 2003년 10월 30일 충청남도의 유형문화재 제174호로 지정되었다.

## 개요
대흥동헌은 조선 초인 태종 7년(1407)에 창건되었고, 1914년에 대흥면사무소로 개조하여 사용되다가 1979년 해체복원 정비되었다.
대흥동헌은 기본 구조가 잘 남아 있고, 예산지역에 현존하고 있는 유일한 관아건물이며 1405년에 건립된 대흥향교와 함께 대흥지역의 역사를 증명하는 건축물로서 역사적·건축학적 보존가치가 있다.

## 참고 자료
- 예산대흥동헌및아문 - 국가유산청 국가유산포털